# S-Lay

S-Lay-Verfahren für geringe und mittlere sowie J-Lay-Verfahren für große Wassertiefen

Das S-Lay ist ein Verfahren zum Legen von Pipelines in Gewässern. Das Legen dieser Rohrleitungen erfolgt mittels speziell ausgerüsteter Rohrleger, die zur Klasse der Arbeitsschiffe zählen. Das Verfahren erhielt seine Bezeichnung durch den charakteristischen S-förmigen Verlauf der Pipeline beim Legen (englisch Lay(ing)).
Im Gegensatz zum J-Lay ist das S-Lay-Verfahren aufgrund der großen notwendigen Haltekraft eher für geringe und mittlere (sogenannte shallow und medium) Wassertiefen optimiert, obwohl der Weltrekord für die tiefste je gelegte Pipeline im S-Lay erzielt wurde. Die Verlegetiefe betrug dabei 2775 m Wassertiefe. Die Verlegeleistung erreicht aber im Vergleich zum J-Lay einen höheren Wert, wo bis zu 9000 m pro Tag erreicht wurden.
Durch Modifikationen des Verfahrens wird derzeit versucht, die Vorteile der beiden Verfahren zu kombinieren, um so die ideale Kombination aus Leistung und möglicher Tiefe zu erreichen.

## Verlegeverfahren

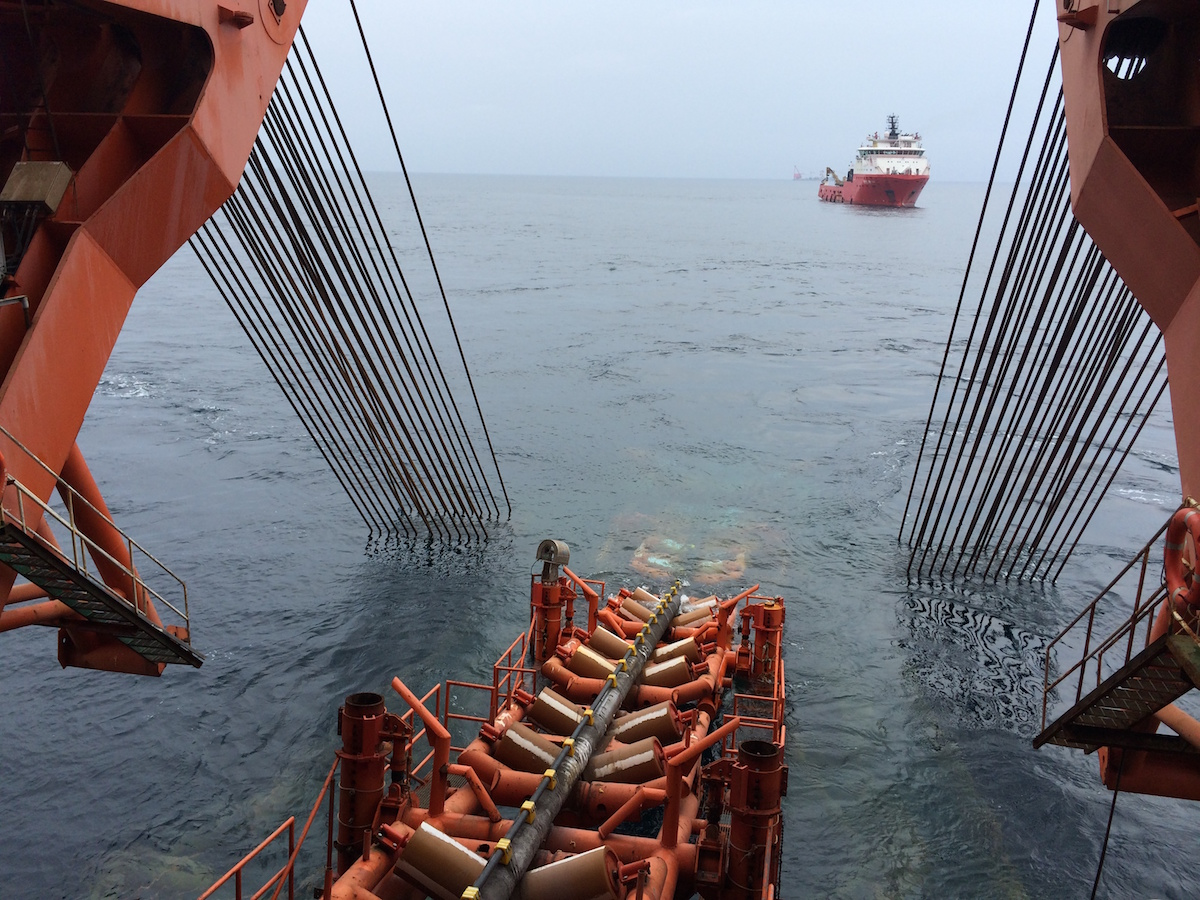

Die mit einer mehrlagigen Kunststoffbeschichtung versehenen Pipelinesegmente, die normalerweise 40 Fuß lang sind, werden in der Regel in Vorbereitungsstationen angefast und so zum Schweißen vorbereitet. In der Schweißstation werden aus den Segmenten Rohrstücke, die aus bis zu vier Einzelstücken bestehen können, weswegen sie auch quadruple-joints oder quadjoints genannt werden. Die maximale Länge eines derartigen Segmentes beträgt 48,8 m. Diese langen Rohrstücke werden waagerecht zusammengeschweißt und anschließend zerstörungsfrei durch Röntgen geprüft. Danach erhält die Schweißnaht eine mehrlagige Kunststoffbeschichtung, um den Korrosionsschutz zu erhöhen.
Nach dem Fertigstellen der Beschichtung wird das Pipelinesegment nach hinten aus dem Schiff geschoben und über den „Stinger“ geführt, der Unterstützungskräfte liefert, wodurch sich unter Gewichtskraft des noch nicht liegenden Abschnitts der Pipeline und ihrer Biegesteifigkeit der für dieses Verfahren charakteristische S-förmige Verlauf ergibt. Am Beginn des Verlegens wird die an ihrem Anfang verschlossene Pipeline dabei entweder von einem Schleppschiff gegen die Verlegerichtung gezogen oder einfach am Boden abgelegt.